# Broglie
|  | Per a altres significats, vegeu «Cantó de Broglie». |

Broglie és un municipi francès al departament de l'Eure (regió de Normandia). L'any 2007 tenia 1.113 habitants. És conegut per ser el lloc de neixament d'Augustin Fresnel.

## Demografia

### Població
El 2007 la població de fet de Broglie era de 1.113 persones. Hi havia 484 famílies, de les quals 160 eren unipersonals (84 homes vivint sols i 76 dones vivint soles), 144 parelles sense fills, 144 parelles amb fills i 36 famílies monoparentals amb fills.
La població ha evolucionat segons el següent gràfic:

### Habitatges
El 2007 hi havia 572 habitatges, 486 eren l'habitatge principal de la família, 47 eren segones residències i 39 estaven desocupats. 458 eren cases i 114 eren apartaments. Dels 486 habitatges principals, 269 estaven ocupats pels seus propietaris, 200 estaven llogats i ocupats pels llogaters i 18 estaven cedits a títol gratuït; 6 tenien una cambra, 49 en tenien dues, 95 en tenien tres, 148 en tenien quatre i 189 en tenien cinc o més. 296 habitatges disposaven pel capbaix d'una plaça de pàrquing. A 255 habitatges hi havia un automòbil i a 168 n'hi havia dos o més.

### Piràmide de població
La piràmide de població per edats i sexe el 2009 era:
| Homes | Edats   | Dones |
| ----- | ------- | ----- |
| 0     | 95 o +  | 4     |
| 4     | 90 a 94 | 4     |
| 4     | 85 a 89 | 12    |
| 4     | 80 a 84 | 20    |
| 8     | 75 a 79 | 12    |
| 20    | 70 a 74 | 20    |
| 36    | 65 a 69 | 48    |
| 24    | 60 a 64 | 36    |
| 32    | 55 a 59 | 8     |
| 40    | 50 a 54 | 56    |
| 32    | 45 a 49 | 36    |
| 36    | 40 a 44 | 12    |
| 68    | 35 a 39 | 48    |
| 48    | 30 a 34 | 44    |
| 28    | 25 a 29 | 28    |
| 24    | 20 a 24 | 20    |
| 32    | 15 a 19 | 28    |
| 36    | 10 a 14 | 56    |
| 36    | 5 a 9   | 64    |
| 24    | 0 a 4   | 40    |

## Economia
El 2007 la població en edat de treballar era de 710 persones, 484 eren actives i 226 eren inactives. De les 484 persones actives 414 estaven ocupades (233 homes i 181 dones) i 70 estaven aturades (26 homes i 44 dones). De les 226 persones inactives 77 estaven jubilades, 67 estaven estudiant i 82 estaven classificades com a «altres inactius».

### Ingressos
El 2009 a Broglie hi havia 485 unitats fiscals que integraven 1.118,5 persones, la mediana anual d'ingressos fiscals per persona era de 15.657 €.

### Activitats econòmiques
Dels 83 establiments que hi havia el 2007, 2 eren d'empreses extractives, 3 d'empreses alimentàries, 6 d'empreses de fabricació d'altres productes industrials, 7 d'empreses de construcció, 21 d'empreses de comerç i reparació d'automòbils, 3 d'empreses de transport, 7 d'empreses d'hostatgeria i restauració, 1 d'una empresa d'informació i comunicació, 4 d'empreses financeres, 7 d'empreses immobiliàries, 9 d'empreses de serveis, 5 d'entitats de l'administració pública i 8 d'empreses classificades com a «altres activitats de serveis».
Dels 22 establiments de servei als particulars que hi havia el 2009, 1 era una gendarmeria, 1 oficina de correu, 2 oficines bancàries, 2 tallers de reparació d'automòbils i de material agrícola, 1 guixaire pintor, 1 fusteria, 2 lampisteries, 2 empreses de construcció, 2 perruqueries, 1 veterinari, 3 restaurants, 3 agències immobiliàries i 1 tintoreria.
Dels 9 establiments comercials que hi havia el 2009, 1 era un hipermercat, 2 botigues de menys de 120 m², 2 fleques, 1 una fleca, 1 una peixateria, 1 una botiga de material de revestiment de parets i terra i 1 una joieria.
L'any 2000 a Broglie hi havia 15 explotacions agrícoles que ocupaven un total de 420 hectàrees.

## Equipaments sanitaris i escolars
L'únic equipament sanitari que hi havia el 2009 era una farmàcia. El 2009 hi havia una escola maternal i una escola elemental. Broglie disposava d'un col·legi d'educació secundària amb 233 alumnes.

## Poblacions properes
El següent diagrama mostra les poblacions més properes.